# La Glace 2
Pour les articles homonymes, voir La Glace.
Pour plus de détails, voir Fiche technique et Distribution.
La Glace 2 (Лёд 2, Liod 2) est un film russe réalisé par Jora Kryjovnikov, sorti en 2020.
C'est la suite du film La Glace sorti en 2018.

## Fiche technique
- Titre original : Лёд 2, Liod 2
- Titre français : La Glace 2
- Réalisation : Jora Kryjovnikov
- Scénario : Andreï Zolotarev
- Photographie : Ivan Lebedev
- Pays d'origine : Russie
- Format : Couleurs - 35 mm
- Genre : drame, musical
- Durée : 131 minutes
- Date de sortie :
  -  Russie : 14 février 2020

## Distribution
- Alexandre Petrov : Sacha Gorine
- Aglaya Tarasova : Nadia
- Vitalia Kornienko : Nadia, la fille de Nadia et Sacha
- Maria Aronova : Irina Chatalina
- Nadejda Mikhalkova : Anna

## Production

### Musique
Des extraits musicaux ou reprises des chansons suivantes sont inclus dans le film :
- Тополиный пух de Ivanushki International.
- Прекрасное далёко (Lointainement magnifique) - chanson tirée de la mini-série télévisée de Pavel Arsenov L'Invitée du futur.
- Нас не догонят (Ils ne nous rattraperont pas) de t.A.T.u..
- Озеро надежды (Le lac de l'espoir) de Alla Pougatcheva.
- Кружит (Il tourne) de Monatik.
- Сансара (Samsara) de Basta.

## Accueil

### Box-office
Il est le film qui fait le plus d'entrées au box-office russe les deux premières semaines de son exploitation et engrange au total plus de 19 millions de dollars de recette.